# Eridolius aithogaster
Eridolius aithogaster là một loài tò vò trong họ Ichneumonidae.